# Ставро Кочев (андарт)
 Тази статия е за дееца на гръцката въоръжена пропаганда в Македония.  За комунистическия деец вижте Ставро Кочев (комунист).  
Ставро Дафов Кочев (на гръцки: Σταύρος Δάφου Κωτσόπουλος), известен като капитан Банициотис (καπετάν Μπανιτσιώτης), е гръцки революционер, деец на гръцката въоръжена пропаганда в Македония от началото на XX век.

## Биография
Ставро Кочев е роден в леринското село Баница, тогава в Османската империя. Там получава основното си образование и като гъркоманин се включва в борбата срещу ВМОРО. Преследван от официалната турска власт през 1905 година бяга в САЩ, където обаче влиза в конфликт с българските емигранти там и през 1907 година се завръща в Македония.
Действа в четата на Николаос Андрианакис заедно с Доно Холеров до Младотурската революция от 1908 година. Скоро след това е арестуван от младотурците, осъден на смърт и затворен в Битоля, но успешно бяга оттам и повторно емигрира. През 1909 година навлиза в Македония начело на въоръжена чета от шестима критяни, с която действа до Междусъюзническата война. При завръщането си в Баница организира избиването на видни българи, а през 1914 година се сражава в Северен Епир.
След германско-италианската окупация на Гърция през 1941 година Ставро Кочев се включва във въоръжената съпротива срещу тях в Преспанско.